# Nissan Cube (третье поколение)
Nissan Cube третьего поколения (яп. 日産・キューブ Z12型 Кю: бу; код кузова Z12) — автомобиль японского автопроизводителя Nissan, входящего в альянс Renault—Nissan. Выпуск Cube третьего поколения осуществлялся с 2008 по 2019 год на японском предприятии Nissan Oppama Plant (город Йокосука). В модельном ряду Cube сменил модель второго поколения. Отличительной особенностью автомобиля является его кубическая форма кузова, от которой и происходит его название.
Премьера Cube состоялась 18 ноября 2008 года, а продажи в Японии начались 26 ноября. Выпускалось огромное число специальных версий, почти все они имели особую отделку интерьера и экстерьера. Фирма Autech выпустила три тюнингованные версии автомобиля, а также автомобили для людей с ограниченными возможностями. Североамериканская модель была представлена в ноябре 2008 года на Автосалоне в Лос-Анджелесе. Продажи модели начались 5 мая 2009 года. Почти каждый год модель проходила небольшие обновления, в основном касавшиеся оборудования и цветов кузова. В связи с низкими продажами Cube был снят с продаж в Северной Америке в середине 2014 года. Европейские продажи Cube начались в декабре 2009 года в Великобритании и в первые месяцы 2010 года в остальных странах. В Европе модель оказалась провальной, из-за чего в Великобритании продажи свернулись в октябре 2010 года, а с января 2011 года экспорт Cube в страны Европы был прекращён окончательно. В России модель официально не продавалась.
Успех модели был только региональным: в Японии было продано около четверти миллиона автомобилей, а в США — около 75 тысяч. В Европе модель не оценили: за несколько лет было продано лишь шесть тысяч машин. Различные автомобильные издания тем не менее оценили Cube положительно, в особенности его радикальный и необычный дизайн и просторный салон, но одновременно с этим отметили неоднозначную управляемость и не лучшую динамику. Сильной стороной модели оказалась и безопасность — по результатам краш-тестов, проведённых американским институтом IIHS, Cube получил от этого института награду «Top Safety Pick 2012», поскольку по всем показателям получил максимальную оценку.

## История

### Япония

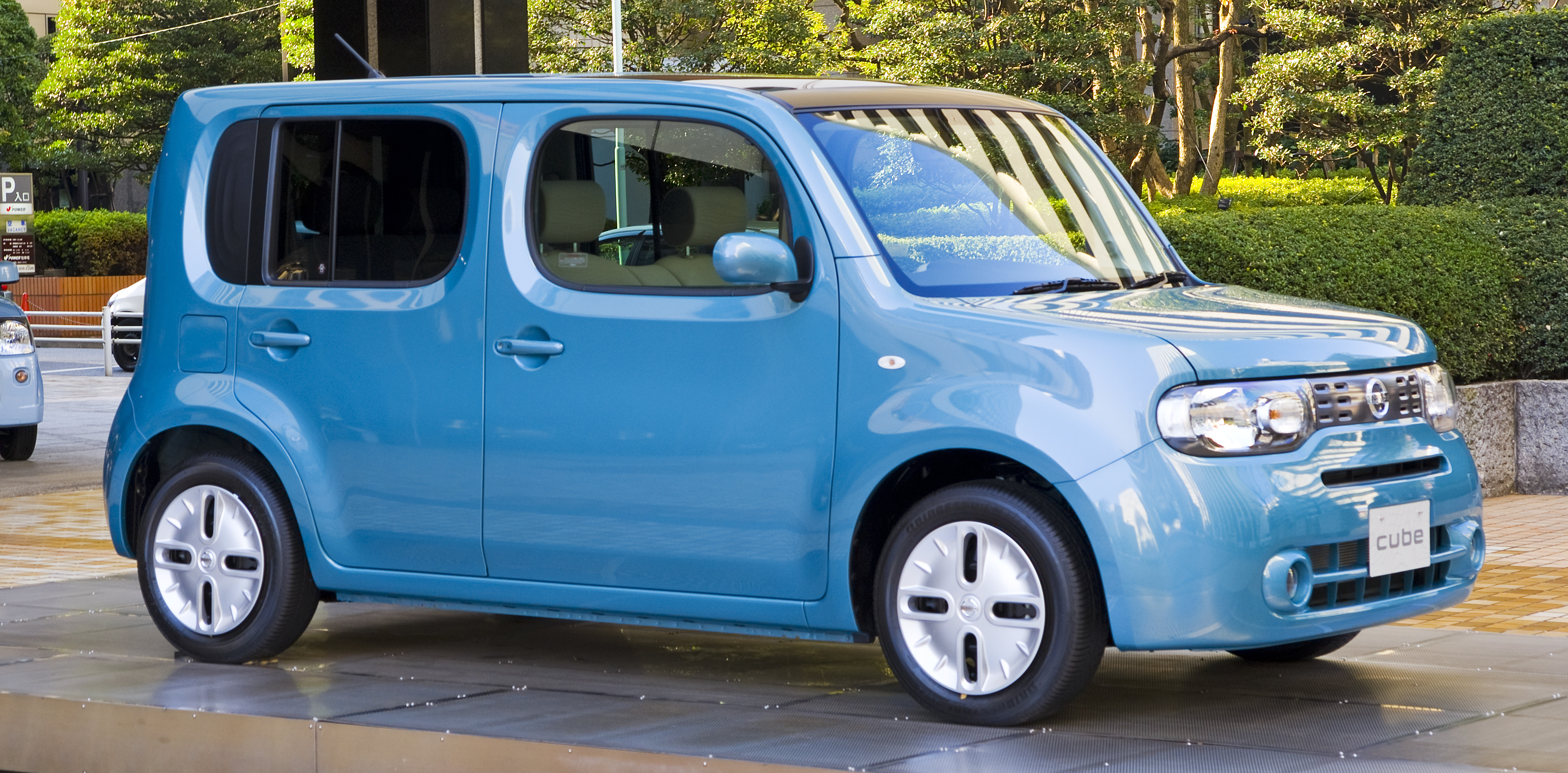
Японская модель первых лет выпуска

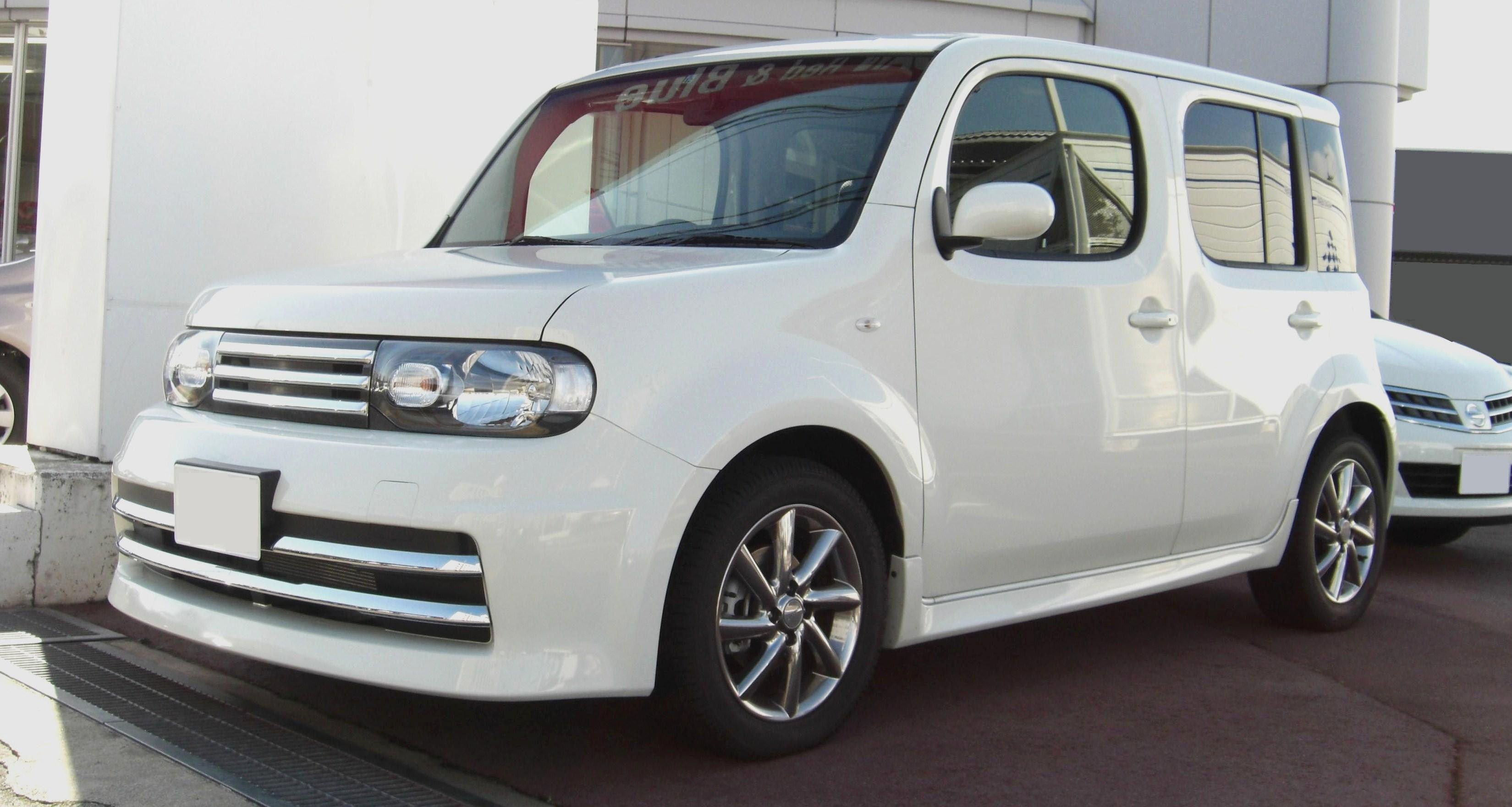
Autech Cube Rider

Мировая премьера Cube состоялась 18 ноября 2008 года. Она прошла одновременно в Японии, странах Европы и США. Продажи в Японии начались 26 ноября 2008 года. Цена на старте продаж составляла от 1 449 000 до 1 911 000 иен для переднеприводной версии и от 1 687 350 до 1 928 850 иен для полноприводной. Все модели на старте продаж комплектовались 1,5-литровым двигателем HR15DE. Были доступны следующие комплектации (от базовой к топовым): 15S, 15X, 15X V Selection (плюс их полноприводные версии) и 15G. Планировалось продавать около 4200 машин в месяц. Сборка автомобиля как для внутреннего рынка, так и на экспорт осуществлялась на предприятии Nissan Oppama Plant, расположенном в городе Йокосука, Япония.
Фирма Autech (подразделение Nissan) представила две собственные модификации Cube. Первая из них — тюнингованная Autech Cube Rider (яп. オーテック・キューブライダー Оутэкку Кю: бу Райда:), основанная на моделях 15X и 15X FOUR. Она отличается иными бамперами, решёткой радиатора, эмблемой Autech, накладками на боковые пороги, колёсами 195/55 R16, эксклюзивной отделкой сидений, кожаной обшивкой руля, системой Nissan Intelligent Key и иммобилайзером двигателя. В качестве опций были доступны спортивный глушитель, накладка на бампер и спойлер на крыше. Вторая модификация — Cube Enchante Slide-up Passenger Seat (яп. キューブアンシャンテ助手席スライドアップシート Кю: бу Ансянтэ Сураидоаппу Дзёсюсэки Си: то), предназначенная для людей с ограниченными возможностями. Она оснащена специальным креслом переднего пассажира с электроприводом, которое управляется либо пультом дистанционного управления, либо кнопками в салоне. Оно может поворачиваться и выезжать наружу, что облегчает доступ в салон и из него для инвалидов или пожилых людей. Цена на Autech Cube Rider составляла 1 879 500 иен за переднеприводную версию и 2 107 350 иен за полноприводную, за Autech Cube Enchante Slide-up Passenger Seat — от 1 989 750 до 2 385 600 иен.
Автомобиль был также представлен на прошедшем в январе 2009 года Токийском автосалоне, однако это была не стандартная его версия: Nissan привезла на автосалон концепт Cube Drive Shot (яп. キューブ ドライブショット Кюбу Дорайбу Сётто). Его концепция — автомобиль, который доставляет удовольствие — была придумана в рамках проекта «Воображаемый автомобиль» (англ. Imaginary Vehicle Project). На панели приборов автомобиля установлена камера, которая может фотографировать окружение автомобиля и сохранять фотографии на специальный жёсткий диск. Сделанные фото появляются на экране информационно-развлекательной системы. Оттуда эти фотографии можно будет сразу же загрузить в Интернет. Также был продемонстрирован тюнингованный концепт от фирмы Autech, получивший название Autech Cube Rider High Performance Spec (яп. オーテック・キューブライダー ハイパフォーマンススペック Оутэкку Кю: бу Райда: Хай Пафо: мансу Супэкку).
23 апреля 2009 года начался выпуск обновлённой версии Cube. Вместе с шестью другими моделями (Note, X-Trail, Wingroad, Serena, Tiida и Tiida Latio) усовершенствованному автомобилю модифицировали двигатель, систему управления вариатора и управление питанием аккумулятора. Таким образом, Cube (и другие вышеперечисленные модели) за счёт увеличенной экологичности стал автомобилем, на который распространяются льготы в рамках японского «зелёного налога». В тот же день в честь миллиона выпущенных автомобилей вышли специальные версии 15X M Selection и 15X FOUR M Selection (отличия в приводе) на базе комплектаций 15X M и 15X FOUR M. Отличий от обычных комплектаций немного: умный ключ Nissan Intelligent Key (а как следствие, запуск двигателя с помощью кнопки) и иммобилайзер двигателя. Цена на переднеприводную версию составляет 1 533 000 иен, на полноприводную — 1 768 850 иен.
Фирма Autech выпустила, также 23 апреля, ещё одну версию автомобиля для социальных служб. Она получила название Cube Chair Cab (яп. キューブチェアキャブ Кю: бу Тьэа Кябу). Она отличается наличием в багажнике пандуса, по которому в автомобиль сможет заезжать человек в инвалидной коляске. Существовало две версии модифицированного для этой модели заднего сиденья: либо складная скамейка, либо прикреплённые по бокам места для сопровождающих и места для крепления инвалидных колясок рядом (до четырёх). Цена на Cube Driver Cab составляла 2 300 000 иен. Ещё одной выпущенной в этот день моделью от Autech стала серийная версия Autech Cube Rider High Performance Spec. Помимо внешних отличий автомобиль получил специальную версию 1,5-литрового двигателя HR15DE с увеличенной на 7 л. с. мощностью и повышенным крутящим моментом. Это было достигнуто за счёт компьютерной настройки мотора и изменения профиля распредвала. Была также перенастроена подвеска, на заднюю ось были установлены амортизаторы производства компании Yamaha, установлен спортивный глушитель, электроусилитель руля стал более чувствительным, а стандартные шины были заменены на шины Dunlop LE MANS LM703 размером 195/55 R16. Цена за автомобиль составила 2 131 500 иен.
20 октября 2009 года Cube вновь прошёл небольшое техническое обновление. Коснулось оно навигационной системы Car Wings (опция для переднеприводных версий). Теперь она оснащается режимом «ECO Mode/Navi-coordinated gearshift». Если его включить, автомобиль перейдёт в режим согласованного с навигатором управления, что даст возможность, к примеру, автоматического торможения на светофоре. Была слегка изменена гамма цветов кузова: добавлены цвета «Beam Grey» и «Sapphire Black». Также в этот день вышла специальная версия на базе моделей 15X и 15X FOUR — Cube Indigo Selection (яп. キューブインディゴセレクション Кю: бу Йндэго Сэрэкусён). Её в первую очередь отличает от стандартной модели цвет интерьера индиго (по словам дизайнеров компании, на этот цвет интерьера их вдохновил цвет морской воды города Йокогама). Также на модель устанавливались хромированные внутренние ручки дверей, кожаная обшивка рулевого колеса и система Intelligent Key. Цена этой модели на 31 500 иен превышала обычную: от 1 564 500 иен за переднеприводную версию и 1 792 350 иен за полноприводную. Фирма Autech в тот же день выпустила для своих модификаций Cube версии с навигационной системой Plus Navi HDD с жёстким диском и возможностью подключения MP3-плеера через AUX-разъём. Цены были следующие: на Cube Rider High Performance Spec — 2 331 000 иен, на Cube Rider — от 2 079 000 до 2 306 850 иен, на Cube Enchante Slide-up Passenger Seat — от 2 075 000 до 2 452 000, на Cube Chair Cab — 2 480 000 иен. В качестве опции была доступна специальная камера, которая как бы показывает автомобиль сверху, что помогает при парковке. Изображение с неё выводится на экран вышеупомянутой навигационной системы.
26 ноября 2010 года Cube вновь прошёл небольшое обновление, связанное с экологичностью. Режим «ECO Mode», координирующий работу двигателя и трансмиссии для снижения выбросов (не путать с вышеупомянутым режимом, доступным с навигационной системой), стал стандартным оборудованием. Также на автомобиль стал устанавливаться кондиционер с ионизацией «Plasmacluster Ion». В гамму цветов был добавлен ещё один новый цвет «Shiny Bronze». Цены на стандартные модели не поменялись. На базе версии 15X и 15X FOUR вышла модификация Cube Party Red Selection (яп. キューブパーティーレッドセレクション Кю: бю Па: тъи: Рэддо Сэрэкусён). Её отличие, как и версии Indigo Selection, заключалось в отделке интерьера: серый салон и красные сиденья, обшитые замшевой тканью. По словам компании, это создаёт в автомобиле атмосферу вечеринки (отсюда и слово «party» в названии). Остальные особенности совпадают с Indigo Selection: хромированные внутренние ручки дверей, кожаная обшивка рулевого колеса, иммобилайзер двигателя и система Intelligent Key. Цена на модель составляла 1 498 350 иен за переднеприводную версию и 1 726 200 иен за полноприводную. По сравнению с базовой моделью цена уменьшилась на 34 650 иен, несмотря на дополнительное оборудование. 31 мая 2011 года вышла ещё одна специальная версия на базе моделей 15X и 15X FOUR — Cube Komorebi Green Selection (яп. キューブこもれびグリーンセレクション Кю: бу Коморэби Гури: н Сэрэкусён). И снова отличия в цветах: кузов цвета «Bitter Chocolate» (коричневый) либо «White Pearl» (белый). Ручки дверей, зеркала заднего вида и колпаки в обоих случаях имеют белый цвет. Сиденья обшиты эксклюзивной отделкой «Komorebi Green» из ворсистой зелёной велюровой ткани, а сбоку они украшены узором в виде четырёхлистного клевера. В качестве опции дилера были доступны коричневые ворсистые напольные коврики. Технические отличия такие же, как и в версии Party Red Selection. Цена составляла 1 611 750 иен за переднеприводную модель и 1 839 600 иен за полноприводную (на 78 750 иен дороже обычных версий).
30 июня 2011 года Nissan выпустила новые специальные версии своих моделей Tiida, Tiida Latio, Note и Cube «+Plasma», оснащённые вышеупомянутым кондиционером «Plasmacluster Ion». Из них только Cube имеет и другие отличия: Nissan решила перевыпустить модель с интерьером цвета индиго. Остальные отличия: хромированные внутренние ручки дверей, кожаная обшивка рулевого колеса, иммобилайзер двигателя и система Intelligent Key. Цена составляла от 1 529 850 до 1 757 700 иен, что на 3150 иен дороже обычной версии. 5 октября 2011 года фирма Autech объявила о запуске с 19 октября линейки тюнингованных автомобилей Rider Black Line, в которую вошла и модель Cube. От обычной версии Rider она отличается чёрным цветом кузова, тёмной хромированной решёткой радиатора и особым шильдиком. Также на автомобиль устанавливаются биксеноновые фары и вышеупомянутый интеллектуальный кондиционер с ионизацией. Цена составляла 1 797 600 иен за переднеприводную версию и 2 044 450 иен за полноприводную. 30 октября 2012 года Cube претерпел технические изменения, вновь положительно сказавшиеся на расходе топлива. Двигатель HR15DE теперь стал оснащаться системой остановки на холостом ходу, двойными форсунками и системой изменения фаз газораспределения на выходе. На вариатор стал устанавливаться дополнительный редуктор. Это позволило снизить расход топлива до 19 км/л. Появились ещё два новых цвета кузова: «Light Ginger» и «Lagoon Blue», а в интерьере появился новый цвет обивки «Vintage Camel». Цены на обновлённый Cube варьировались от 1 533 000 до 1 932 000 иен.

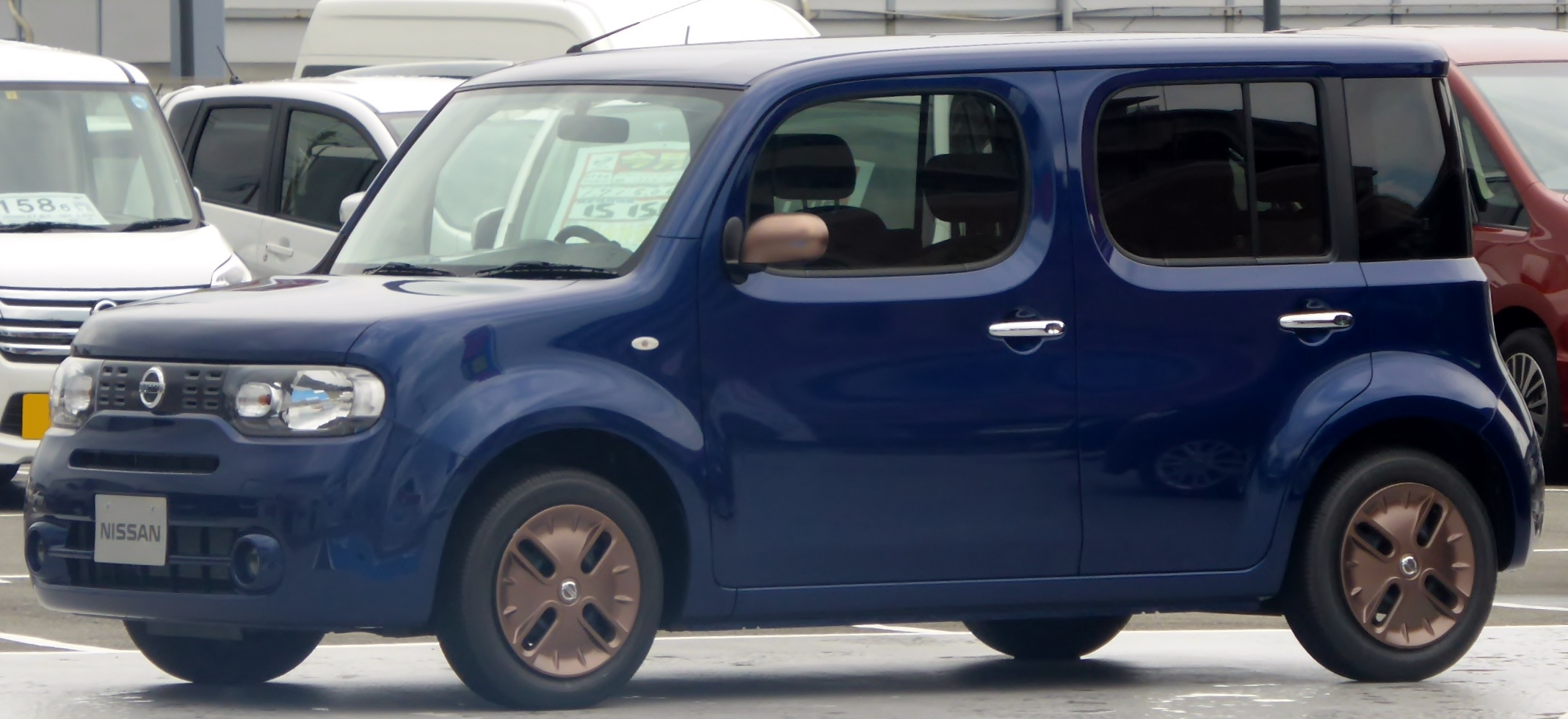
Cube 80th Special Color Limited (2014)

30 октября 2012 года вышла ещё одна тюнингованная версия от Autech — Autech Cube Axis (яп. キューブアクシス Кю: бу Акусису). Она отличается эксклюзивной решёткой радиатора и бамперами. В интерьере автомобиль получил бежевую обшивку сидений, кожаную обшивку руля и хромированные ручки дверей. В качестве опции были доступны эксклюзивные 16-дюймовые легкосплавные диски цвета «Bitter Chocolate». Цена варьировалась от 1 795 500 до 2 023 350 иен, что на 262 500 иен дороже базовой модели (комплектация 15X и 15X FOUR). Цена за Cube Rider High Performance Spec составляла 2 058 000 иен. 28 октября 2013 года вышла ещё одна специальная версия с особой отделкой интерьера — Cube Lorboo Selection (яп. キューブロルブーセレクション Кю: бу Рорубуу Сэрэкусён). Слово «lorboo» происходит от названия скандинавского рыбацкого домика. В скандинавском стиле, по словам компании, отделан и интерьер: эксклюзивная отделка сидений, кожаная обшивка руля, хромированные ручки дверей. Цена на модель составляла 1 564 500 иен для переднеприводной версии и 1 792 350 иен для полноприводной. Изменения претерпела и стандартная модель: для комплектаций 15X и 15X FOUR опцией стал кондиционер с ионизацией, а для всех моделей появился новый цвет кузова «Suomi Blue». Этот цвет, по словам компании, был вдохновлён природой Северной Европы. Цены на модель варьировались от 1 533 000 до 1 932 000 иен. 15 мая 2014 года компания выпустила юбилейные версии 80th Special Colour Limited автомобилей Cube и Leaf, приуроченные к 80-летию компании. Они отличаются тремя эксклюзивными цветами кузова: «Premium Deep Maroon», «Premium Sunflare Orange» и «Aurora Flare Blue Pearl» (также был доступен четвёртый — «Brilliant White Pearl», но он предлагался и для обычных версий). Также на автомобиль ставились особые колпаки на колёса бронзового цвета и хромированные наружные дверные ручки, а зеркала получили электропривод с дистанционным управлением. Цена на эту версию варьировалась от 1 499 040 до 2 027 160 иен.
6 ноября 2014 года была выпущена ещё одна специальная версия — Cube 15X Kodawari Selection (яп. キューブ 15X コダワリセレクション Кю: бу 15X Кодавари Сэрэкусён), а также претерпел изменения весь модельный ряд Cube. Число комплектаций сократилось до трёх: 15X, 15X V Selection и 15G. Модели с полным приводом перестали выпускаться. В стандартную комплектацию стал входить модуль системы динамического контроля устойчивости автомобиля. Появились двухцветные варианты окраски кузова: Suomi Blue/Bitter Chocolat/Aquamint (основная часть кузова) и «Brilliant White Pearl» (крыша, зеркала заднего вида, дверные ручки, колпаки). При создании этой цветовой гаммы компания опиралась на модель Figaro. Таким образом, число вариантов окраски кузова стало равняться 11. Цены на модель составляли от 1 598 400 до 1 987 200 иен. Версия 15X Kodawari Selection отличалась сочетанием натуральной кожи, которой отделана бо́льшая часть салона, и искусственной кожи от фирмы Kabron, которой обшиты сиденья. Из более мелких отличий — хромированные внутренние дверные ручки, передние противотуманные фары и система автоматического освещения салона «Omoiyari Light». Цена составляла 1 647 000 иен. 1 июля 2016 года были внесены изменения в комплектацию 15X: руль на ней теперь по умолчанию обшит кожей. Цена на модель составляла 1 620 000 иен. 31 мая 2017 года вышла последняя специальная версия — My cube (яп. マイキューブ Май кю: бу — «Мой Cube») на базе комплектации 15X V Selection. На выбор предлагались пять цветов отделки интерьера: «Lorboo», «Indigo Blue», «Vintage Camel», «Kodawari Brown» и «Lounge Brown». Эти варианты обивки свободно сочетались с 11 доступными тогда цветами экстерьера. В комплектацию модели входит пакет «Nissan Original Navigation Installation Package», включающий подрулевые переключатели для управления аудиосистемой, GPS-антенну, ТВ-антенну и биксеноновые фары. Цена за эту модель составляла 1 854 360 иен (на 72 360 иен больше стандартной версии).
17 апреля 2018 года фирма Autech слегка обновила модель Autech Rider. Изменения небольшие: тёмная хромированная решётка радиатора и воздухозаборник на переднем бампере, а также эксклюзивный спортивный глушитель. Биксеноновые фары, бывшие до этого опцией, стали стандартным оборудованием. Цена модели от этого повысилась до 2 034 400 иен (на 64 800 иен больше предыдущей версии). 3 сентября 2019 года Nissan объявила о скором прекращении производства Cube. Последний Cube сошёл с конвейера в декабре 2019 года, а продажи модели свернулись к концу марта 2020 года. На этом завершилась 21-летняя история данной модели (первое поколение вышло в 1998 году, второе — в 2002 году). Nissan изначально планировала выпустить модель четвёртого поколения, но из-за финансовых проблем её разработку пришлось заморозить, а затем и отменить вовсе. Спустя три года после окончания производства, в январе 2023 года, компания представила на Токийском автосалоне концепт Cube Refreshed & Retro Concept (яп. キューブ・リフレッシュド＆レトロ・コンセプト Кю: бу Рифурэссюдо ＆ Рэторо Консэпуто). Его основа — подержанный Cube образца 2014 года с пробегом около 68 000 км. Этот автомобиль почти полностью переделали. Так, экстерьер, помимо новой двухцветной чёрно-серой окраски, получил новые фары, стеклоочистители, зеркала заднего вида, диски и шины производства Michelin. Багажник на крыше автомобиля имитирует пантографы у трамваев. Интерьер выполнен в стиле кофейни: чёрный интерьер с небольшими жёлтыми вставками, передние сиденья из красной ткани «шиншилла» (такая ткань использовалась на предметах мебели эпохи Тайсё) и задние сиденья из серой ткани. Позднее концепт демонстрировался на выставке «Nissan Customize 2023», проходившей с 10 по 12 февраля 2023 года в Международном выставочном центре в городе Осака.

### Северная Америка

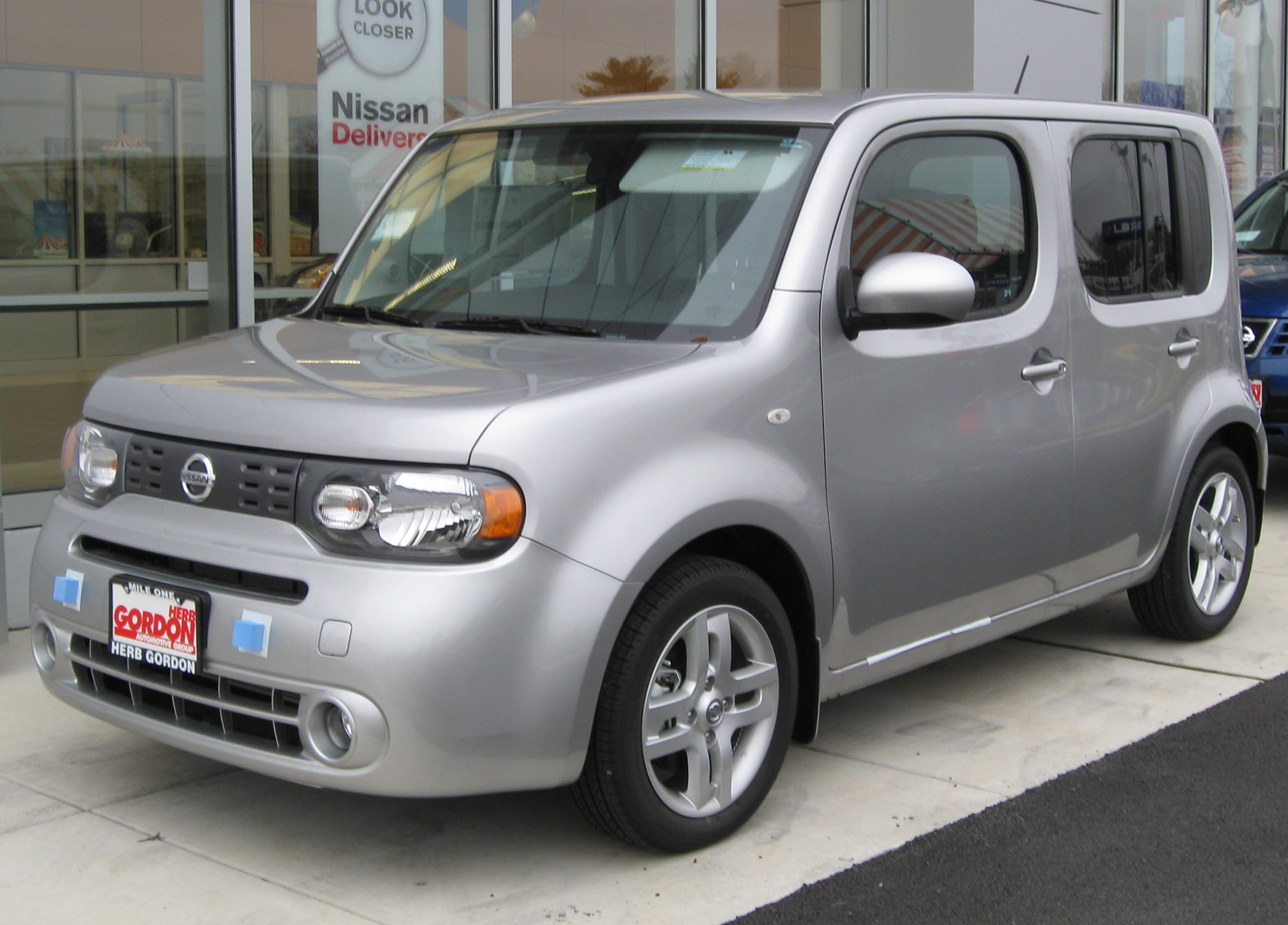
Cube в максимальной комплектации 1.8SL (2009)

Официальные фотографии североамериканской версии Cube третьего поколения были опубликованы вместе с его премьерой — 19 ноября 2008 года. 21 ноября состоялась официальная премьера североамериканской модели на Автосалоне в Лос-Анджелесе. Были объявлены её технические характеристики: только один 1,8-литровый двигатель MR18DE (такой же, как и в модели Versa) в сочетании с шестиступенчатой механикой либо вариатором. Комплектаций было три: 1.8, 1.8S и 1.8SL. В начале февраля 2009 года стали известны цены: от 13 990 долларов США. Стало известно и о четвёртой модели в линейке: Cube Krom. Он представляет собой переименованный японский Autech Cube Rider и кроме названия от него ничем не отличается: хромированная решётка радиатора с тремя горизонтальными полосами, бампер с хромированным двухполосным воздухозаборником, накладки на пороги, спойлер на крыше и 16-дюймовые алюминиевые колёсные диски. Премьера тюнингованной версии состоялась в феврале 2009 года на автосалоне в Чикаго. Канадские цены были объявлены 24 апреля 2009 года: от 16 998 (1.8S с МКПП) до 21 498 канадских долларов (1.8SL с вариатором и пакетом Tech Package). 31 марта 2009 года американское представительство Nissan подтвердило начало продаж весной 2009 года (конкретнее — в начале мая). Продажи модели в Соединённых Штатах начались 5 мая 2009 года.

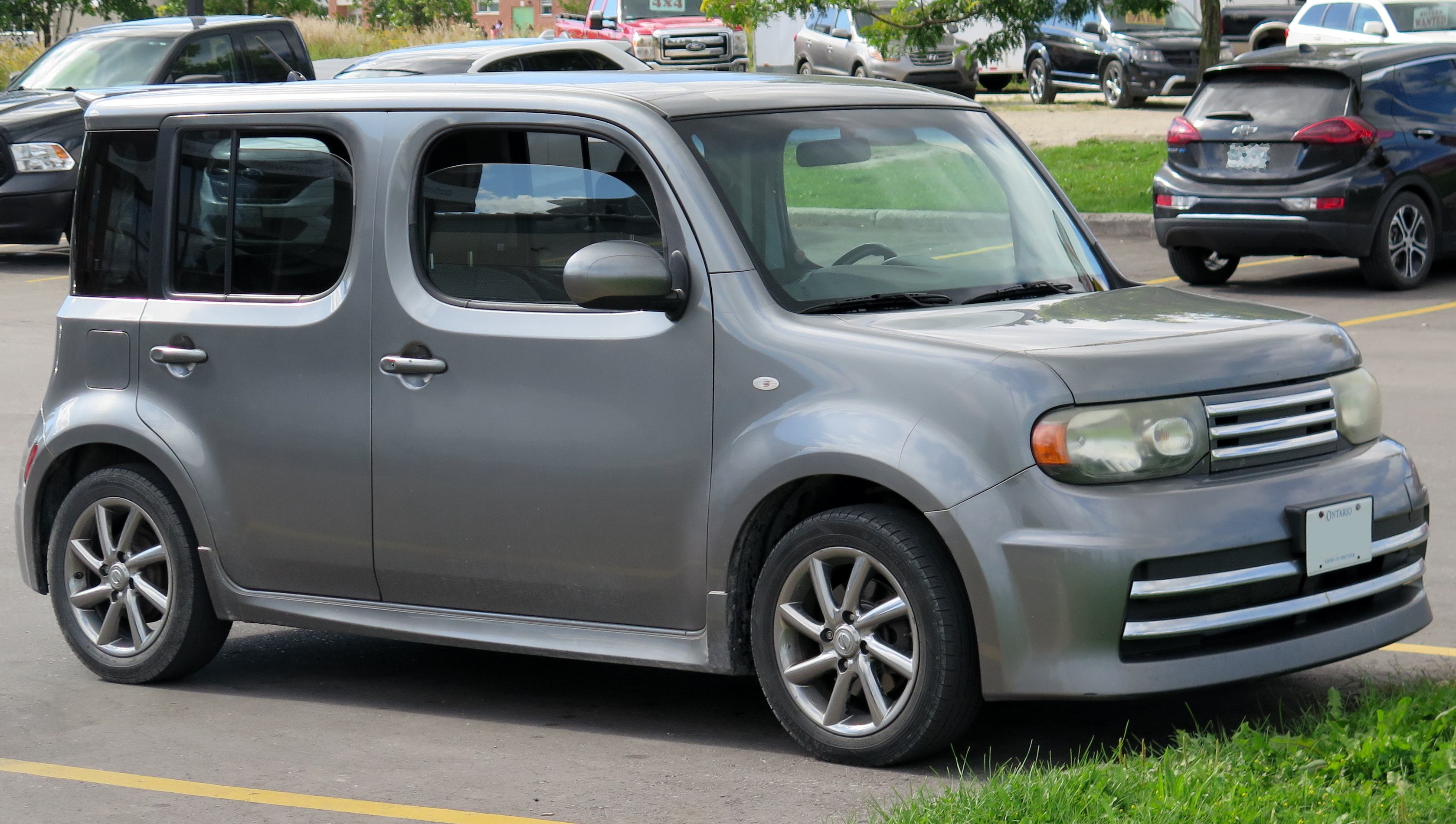
Cube Krom Edition 2010 модельного года

В Северной Америке Cube проходил мелкие обновления почти каждый год. 20 ноября 2009 года американское представительство Nissan представило список обновлений для всех моделей на 2010 модельный год. Для Cube основными изменениями стали новые стандартные опции: модели S и SL получили в качестве стандартных опций систему Bluetooth Hands-free, рулевое колесо с кожаной отделкой и органы управления аудиосистемой на руле. У модели Cube S также стали стандартными: возможность подключения и воспроизведения MP3-плееров, поддержка CD-дисков, система передачи радиоданных (RDS), чувствительный к скорости автомобиля регулятор громкости (SSV) и два дополнительных динамика (всего шесть). Версия Krom Edition получила новый 4,3-дюймовый цветной дисплей информационно-развлекательной системы с возможностью подключения USB, камеру заднего вида, а также систему Nissan Intelligent Key. Для Cube версии SL эти же опции предлагались в составе пакета SL Preferred Package. Также добавился новый цвет кузова — чёрный Sapphire Black. В июне 2011 года стало известно об изменениях модели для 2011 модельного года (в продаже с ноября 2010 года). В этот раз изменения вновь коснулись оснащения: версия Krom и пакет SL Preferred Package получили новую навигационную систему с 5-дюймовым сенсорным дисплеем и поддержкой SD-карт, USB и XM NavTraffic. Версия Krom также получила спутниковое радио XM Satellite Radio (подписка на него оформлялась отдельно). Появился ещё один новый цвет кузова — «Golden Ginger», заменивший собой цвет «Moss Green». Автомобиль также получил экологический сертификат LEV2-SULEV за пониженные выбросы CO2.
9 июня 2011 года были объявлены изменения для 2012 модельного года (в продаже с конца 2011 года). Модель в комплектации S с вариатором получила новый пакет опций, который включает особый цвет сидений, фирменную навигационную систему Nissan, камеру заднего вида, аудиосистему Rockford Fosgate, систему Nissan Intelligent Key и 15-дюймовые колесные диски из алюминиевого сплава. Модель SL получила систему Intelligent Key в качестве стандартного оборудования. Ещё одним стандартным оборудованием в моделях S и SL стал фиксированный подлокотник для переднего пассажирского сиденья. Также стали доступны пять новых цветов кузова. В январе 2012 года поступила в продажу ограниченная версия — Cube 1.8 S Indigo Limited Edition. Она отличалась эксклюзивными 15-дюймовыми колёсными дисками, двухцветной обшивкой сидений индиго/чёрный, системой Intelligent Key, а также информационно-развлекательной системой с навигацией и радио, камерой заднего вида и установленным сабвуфером Rockford Fosgate. На выбор предлагалось два цвета кузова: белый «Pearl White» и синий «Bali Blue». Цена на модель составляла 20 100 долларов США. С октября 2012 года в продажу поступила модель 2013 модельного года. Из модельного ряда были убраны версии 1.8 (базовая комплектация) и 1.8 S Indigo Limited Edition, а также пакет опций Cargo Version Package. Цвет «Golden Ginger» был убран, а вместо него добавлен «Sapphire Slate». На всех моделях стал устанавливаться шильдик «PUREDRIVE». Цена на автомобиль тогда составляла от 16 760 до 18 860 долларов. Финальным модельным годом для Cube стал 2014 год (в продаже с ноября 2013 года). Изменений практически не произошло: вместо цвета «Bitter Chocolate» стал предлагаться бирюзовый цвет. В опубликованном в июле 2014 года списке изменений модельного ряда в 2015 модельном году Cube отсутствовал, что означало его снятие с продаж. К этому времени его продажи сильно упали: Versa продавалась в 22 раза лучше. Канадское подразделение Nissan объявило в своём посте в Twitter 9 мая 2014 года, что Cube был официально снят с продаж в Канаде.

### Европа

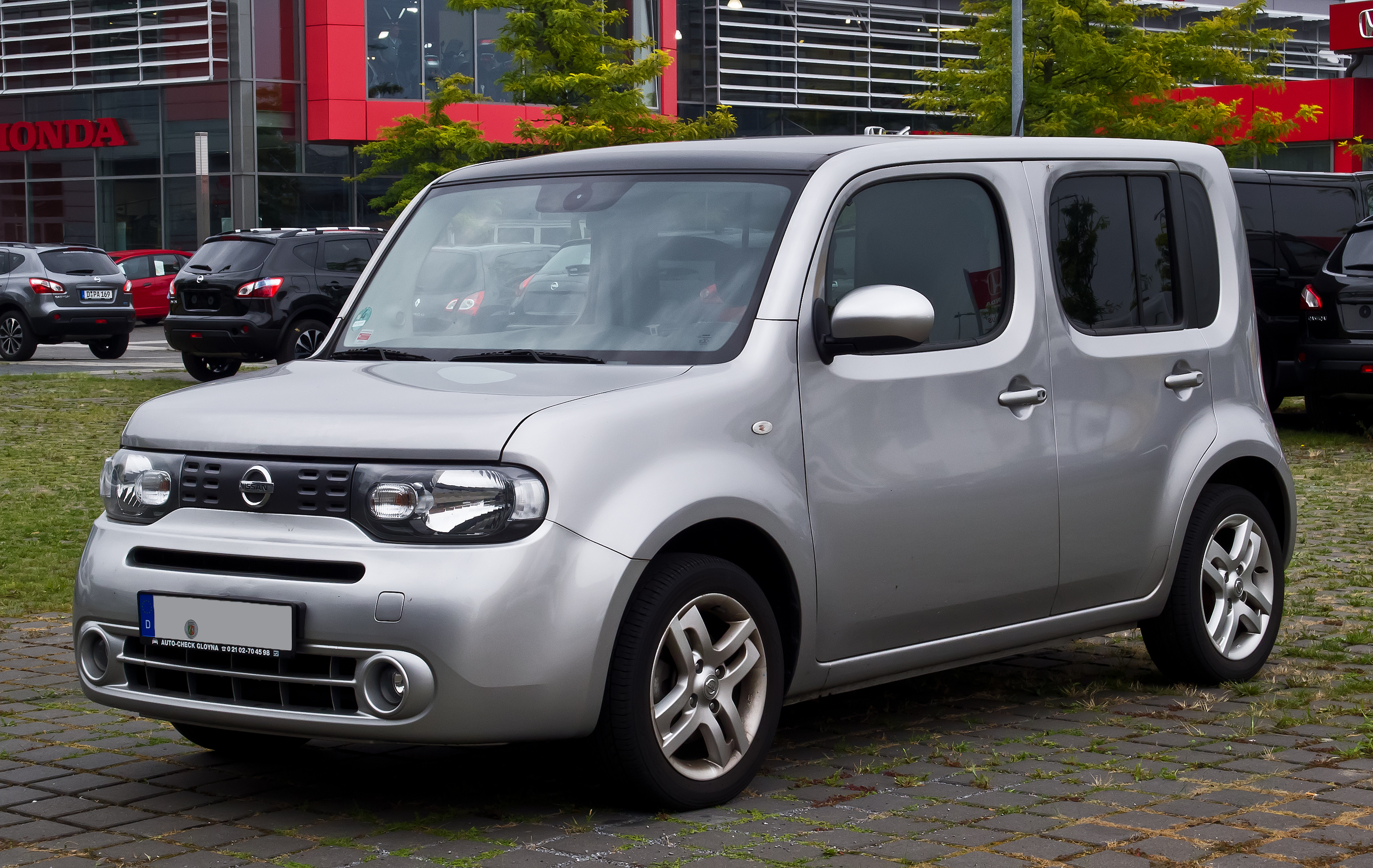
Европейская модель с левым рулём (Германия)

До большей части европейских рынков Cube добрался сильно позже японского и американского. В марте 2009 года было объявлено, что во Франции новая модель появится в конце 2009 года, а с января 2010 года линейка двигателей расширится (добавится дизельный). В ноябре 2009 года было объявлено, что модель появится в продаже в январе 2010 года по цене от 18 000 евро сразу с двумя моторами на выбор: 1,6-литровым HR16DE и 1,5-литровым K9K. В ноябре 2009 года в Лондоне, Париже и Берлине Nissan запустила поп-ап магазины для рекламы новой модели. В Великобритании продажи начались в декабре 2009 года по цене от 15 100 фунтов, в Германии — в марте 2010 года. В России Cube официально не продавался, а средняя цена неофициально импортированных автомобилей составляла около 25 000 долларов США. Европейские производители выпускали необходимые для автомобиля комплектующие, среди них Valeo SA (Франция; сцепление и гидравлические системы для МКПП), Kolbenschmidt Pierburg AG (Германия; поршни для двигателей HR16DE и K9K), TI Automotive Ltd (Великобритания) и A. Raymond S.a.r.l. (Франция; обе выпускали комплектующие для топливной системы). Когда в марте 2010 года произошло извержение вулкана Эйяфьядлайёкюдль, полёты в Европе и над Атлантическим океаном были временно приостановлены. Из-за ограниченного доступа к комплектующим Nissan на короткое время приостановил выпуск моделей Cube, Murano и Rogue.
Результаты продаж Cube в Европе оказались крайне низкими. В октябре 2010 года было объявлено, что Cube уходит из Великобритании. Французское подразделение Nissan решило действовать иначе: вместо прекращения продаж было решено понизить целевую планку вдвое. Но уже в январе 2011 года Nissan объявила о прекращении поставок Cube в Европу. Причина заключалась не только в низких продажах, но и в соотношении курсов иены и евро, из-за которого компания терпела убытки от продажи Cube. Другими причинами европейского провала Cube называют высокую цену автомобиля, а также его слишком радикальный дизайн. Провал Cube в Европе можно назвать и частью общего провала «кубических» автомобилей: одновременно с Cube продавались и потерпели неудачу Opel Agila и Suzuki Wagon R, а раннее конкурент Nissan — Daihatsu, выпускал модель Move, также потерпевшую неудачу.

## Дизайн и конструкция

### Экстерьер

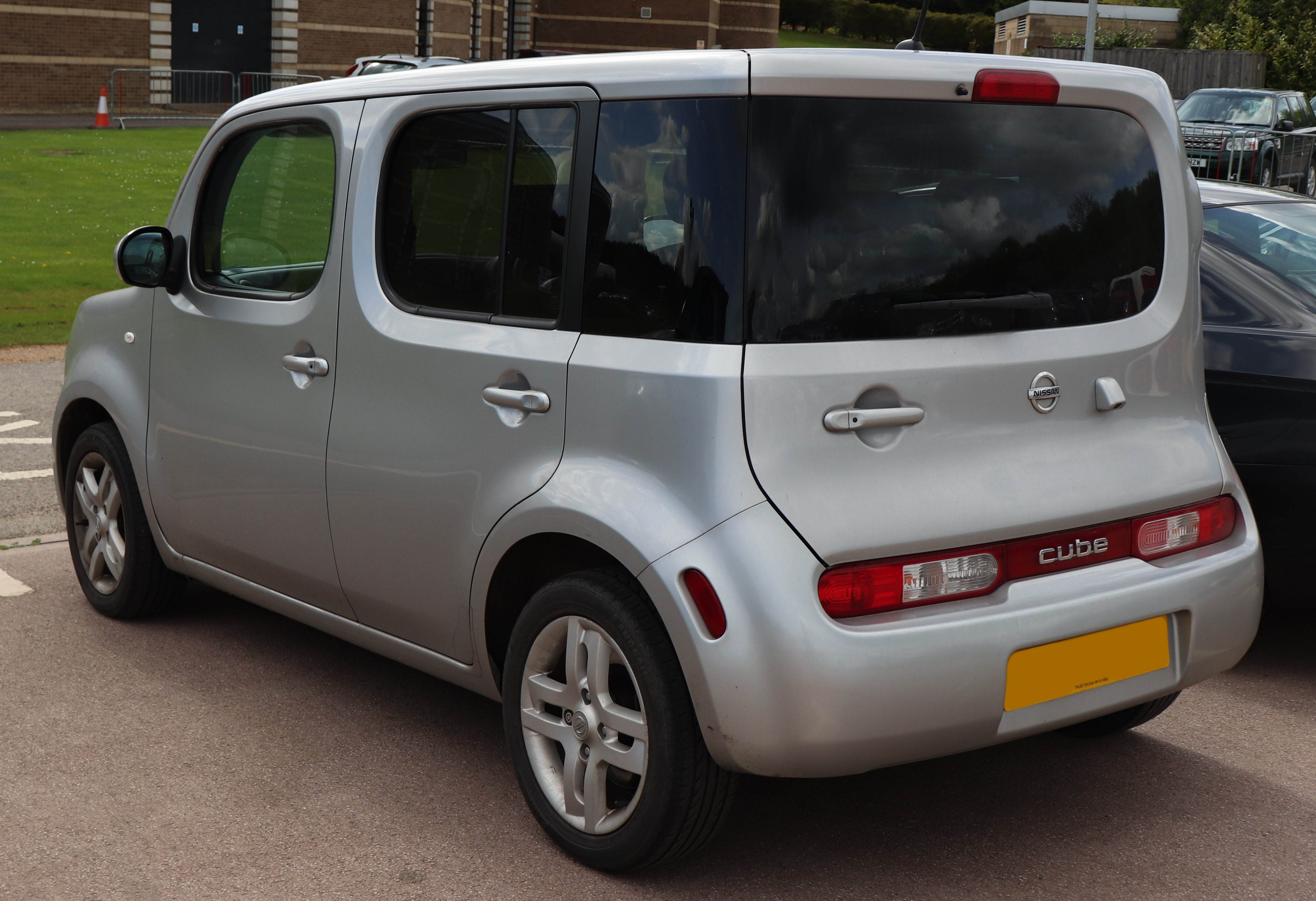
Вид сзади (европейская модель с правым расположением руля)

Однозначного определения сегмента, к которому относится Cube третьего поколения, не существует. Предыдущие два поколения компания официально классифицировала как универсалы или «высокие универсалы». В официальном пресс-релизе о выпуске третьего поколения всякая его классификация отсутствует. Издания «Autoevolution» и «Kitsap Sun» отнесли его к классу «коробчатых» автомобилей (англ. boxy cars), вместе с такими моделями, как Scion xB, Kia Soul, Suzuki Wagon R и Daihatsu Move. Редакторы британского издания «Auto Express» назвали Cube «супермини», то есть автомобилем европейского сегмента B. Среди европейских изданий можно встретить и иную классификацию — Cube иногда относят к классу субкомпактвэнов (англ. mini-MPV, то есть минивэнов на шасси субкомпактного автомобиля). Таким его назвали британские издания «Evo» и «Motors», а также российское издание «Драйв». Если последняя классификация верна, то Cube не являлся в своё время единственным субкомпактвэном в модельном ряду Nissan — кроме него куда более успешно выпускалась модель Note, основанная на одной с Cube платформе. Cube, однако, короче Note на 120 мм по кузову и на 70 мм по колёсной базе, но при этом на 120 мм выше.

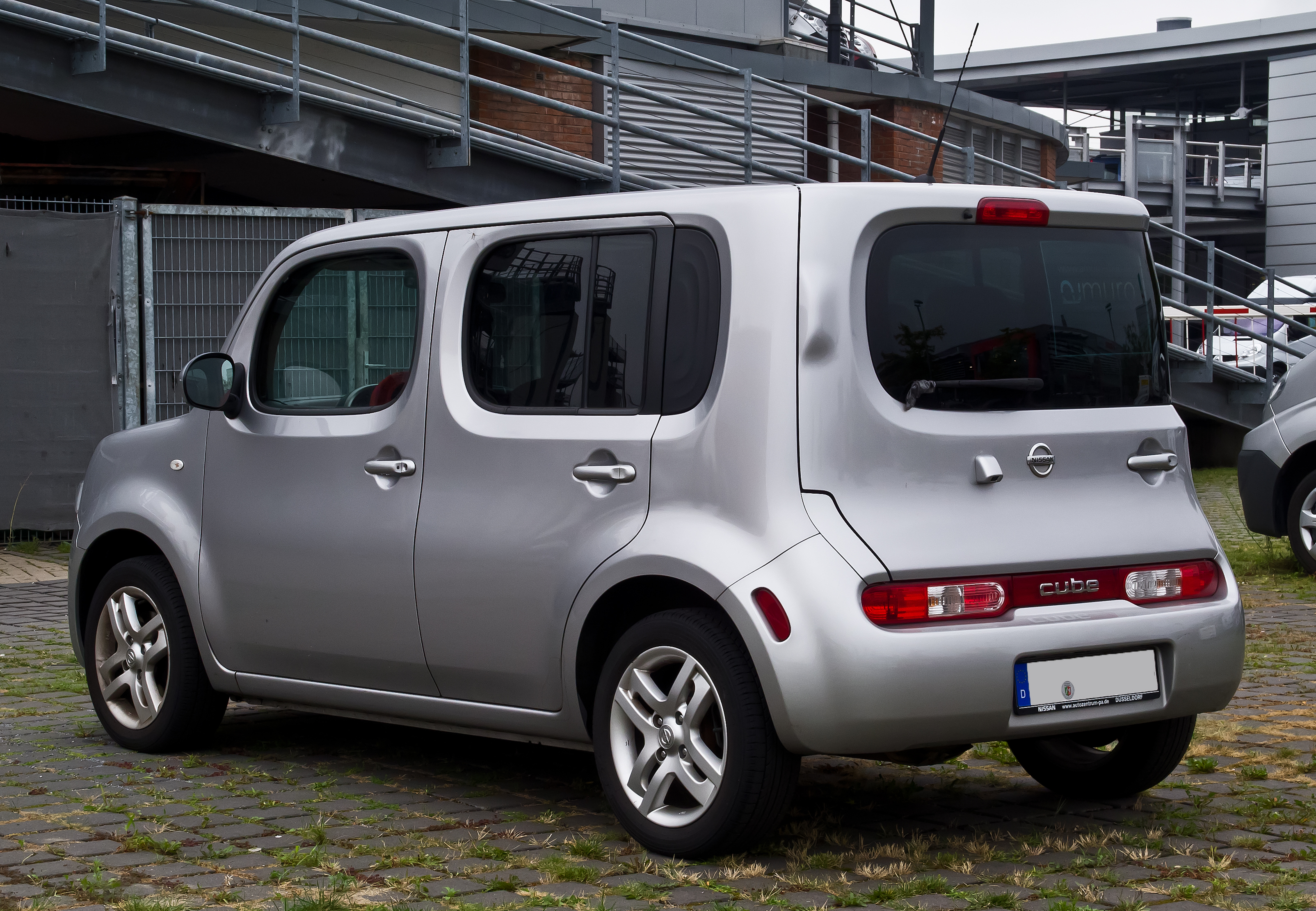
Вид сзади (европейская модель с левым расположением руля)

Главным дизайнером экстерьера автомобиля выступил Джон Сахс. При разработке команда дизайнеров была очень аккуратной с кузовом: нельзя было сильно его менять, но и оставлять экстерьер как есть тоже было нельзя. В итоге модель третьего поколения основывалась на концепции, которую в компании условно назвали «крепко стоящий на четырёх ногах бульдог в солнцезащитных очках». Общая форма кузова — кубическая — осталась практически неизменной по сравнению с моделью второго поколения. Это придаёт Cube индивидуальности, что позволяет легко узнать его издалека. Несмотря на сохранение кубической формы кузова, аэродинамика модели, по словам компании, была сильно улучшена, что, в частности, на два процента повысило экономичность модели.
Из деталей экстерьера можно отметить широкие стойки, большие скруглённые «окна-картины» (эта официальная характеристика отсылает к их большой площади и вследствие этого хорошей обзорности автомобиля) и асимметричную заднюю часть — окно со стороны одного из задних пассажиров (не со стороны водителя) продолжается в окно багажной двери. Багажная дверь имеет ручку со стороны вышеупомянутого длинного окна и открывается в сторону, что увеличивает площадь погрузки (американское издание «Car and Driver» сравнило эту дверь с дверью холодильника). Крылья и бамперы автомобиля были сильно закруглены, из-за чего выглядят несколько «распухшими». Передние двери были сильно увеличены по сравнению с предыдущей моделью, что позволяет более удобно садиться в автомобиль или выходить из него. Автомобиль не только компактен внешне, но и обладает хорошей манёвренностью: за счёт расположенных максимально близко к углам колёс диаметр разворота, кроме модели 15G, составляет всего 4,6 метра (по заявлениям компании — самый маленький в своём классе).

### Интерьер

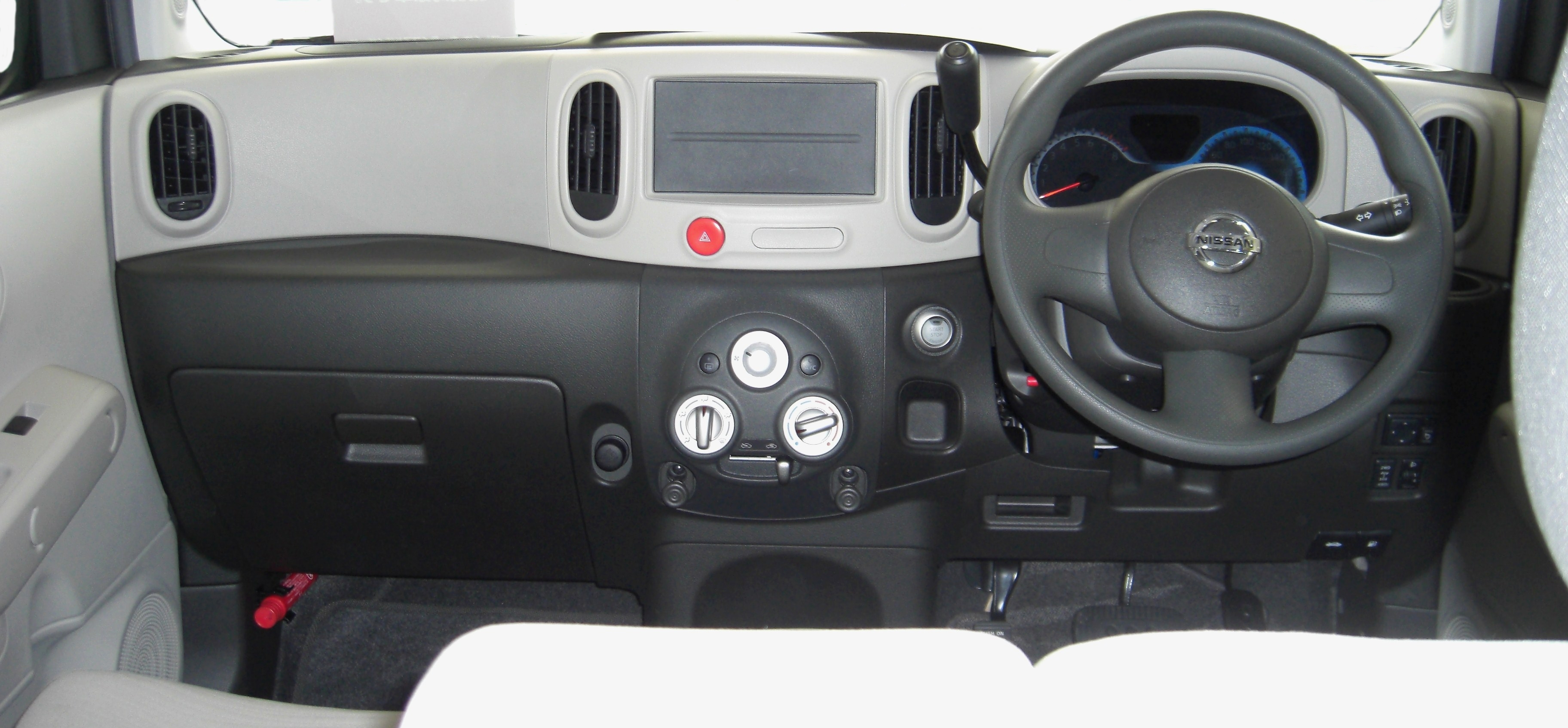
Интерьер (японская модель)

Интерьер автомобиля, несмотря на небольшие габариты, очень просторный за счёт высокой крыши. Его дизайном занимался Тадамаса Хаякава. По его словам, он вдохновился «релаксацией в джакузи». Внутри автомобиля сложно найти прямые линии: вся передняя панель состоит только из изогнутых линий (к примеру, круглые элементы управления климат-контролем и закруглённые вентиляционные отверстия). Различные детали салона, включая подстаканники, сделаны в стиле «капли воды». Наверху имеется панорамная крыша. Она всегда открыта и закрыть её полностью не представляется возможным, шторка в стиле сёдзи лишь затемняет салон, обеспечивая при этом попадание внутрь мягкого света. За счёт вышеупомянутых больших окон автомобиль обладает хорошей обзорностью, а водитель через лобовое стекло видит практически весь капот. Передние сиденья с помощью центрального подлокотника объединены в один большой диван. Он продольно сдвигается на 12 мм дальше, чем в модели предыдущего поколения. Также его возможно поднимать и опускать в диапазоне 60 мм. По словам компании, это позволяет удобно расположиться внутри людям любого роста. Задний ряд сидений, по официальной терминологии, выполнен в стиле «театра». С них открывается хороший обзор на окружение автомобиля (в том числе за счёт вышеупомянутого длинного заднего окна). За счёт смещённой назад задней точки крепления сидений место для коленей пассажиров увеличилось. За счёт применения S-образных пружин сиденья стали ещё более мягкими, что увеличило комфорт пассажиров. Задний ряд продольно сдвигается на 240 мм (на 20 мм больше, чем модель предыдущего поколения, у которой это значение равнялось 220 мм). Из технологического оснащения можно отметить систему бесключевого доступа в салон Nissan Intelligent Key.

### Комплектации
В Великобритании Cube предлагался в двух версиях: безымянная базовая модель и Kaizen. В базовое оборудование Cube входили Bluetooth, круиз-контроль, панорамная крыша, тонированные задние стёкла, 15-дюймовые легкосплавные колёсные диски, передние и задние электрические стеклоподъёмники, CD-проигрыватель, кондиционер и центральный замок. Версия Kaizen добавляла информационно-развлекательную систему Nissan Connect, камеру заднего вида, парковочные радары и климат-контроль на весь салон. На старте продаж также были выпущены 100 экземпляров версии Cube LDN. Она отличается цветом кузова «Bitter Chocolate» и автоматическими фарами и стеклоочистителями. В США до октября 2012 года было доступно три комплектации: 1.8, 1.8S и 1.8SL. В базовой версии Cube оснащался 15-дюймовыми стальными дисками, задними тонированными стёклами, системой бесключевого доступа, кондиционером, регулируемым по высоте сиденьем водителя, рулевым колесом с регулировкой по углу наклона и аудиосистемой с двумя динамиками и CD-проигрывателем. В комплектации S добавлялись круиз-контроль, улучшенная тканевая обивка, подлокотник для водителя, кожаная обшивка руля, Bluetooth и аудиосистема с шестью динамиками, управлением на руле и аудиоинтерфейсом для iPod. Наконец, версия SL оснащалась 16-дюймовыми легкосплавными дисками, автоматическими фарами, противотуманными фарами и автоматическим климат-контролем. Также для версии SL был доступен пакет SL Preferred, добавлявший систему Nissan Intelligent Key, камеру заднего вида, навигационную систему с сенсорным экраном, информацию о пробках в реальном времени, спутниковое радио, USB-порт и динамики Rockford Fosgate. Также предлагалось огромное число дополнительных опций (колёсные диски, детали кузова и т. д.).
В Японии автомобиль по состоянию на май 2012 года предлагался в комплектациях 15S (+полноприводная версия), 15X (+полноприводная версия) и 15G. В базовое оснащение автомобиля входили: обогрев заднего стекла с таймером, антибликовые зеркала заднего вида, передние и задние стеклоочистители с регулировкой скорости, функция экономии заряда аккумулятора (влияет на яркость ламп подсветки номера и фар), чувствительный к скорости электроусилитель руля, регулировка угла наклона рулевого колеса, цифровой одометр (счётчик пробега) на приборной панели, индикатор уровня топлива, индикатор включённых фар, индикатор оставленного внутри ключа, термометр, измеряющий температуру воды, розетка на 12 вольт постоянного тока, зеркало на солнцезащитном козырьке водителя, подстаканники водителя и переднего пассажира, карманы в дверях, подстаканники для задних пассажиров, активные подголовники на передних сиденьях с вертикальной регулировкой, крючки для багажа, лампы освещения багажника, регулируемые по высоте крепления для ремней безопасности передних сидений, Nissan Break Assist, замки дверей для безопасности детей, передние и задние амортизаторы. Были также опции, предлагаемые официальными дилерами. К ним относились: подстилки в багажнике, ворсистый ковёр с защитой от запахов (чёрный либо коричневый), панорамная крыша, тонировка стёкол с защитой от ультрафиолетового излучения, навигационная система с разъёмом 2-DIN, неоригинальные динамики, блок дистанционной оплаты проезда по платной дороге, камера заднего вида и противотуманные фары.

### Технические характеристики
Автомобиль, как и предыдущее поколение, построен на платформе Nissan B, которую в том числе делит с моделями Micra, Note и Tiida (Versa в Северной Америке). Привод модели — передний (в Японии также были доступны полноприводные версии). Передняя подвеска — независимая, пружинная, а задняя — торсионная балка. Все тормоза дисковые, а передние — вентилируемые. Тип рулевого механизма — реечный. Все японские модели предлагались в сочетании с 1,5-литровым двигателем HR15DE мощностью 109 л. с. (80 кВт) при 6000 об/мин и крутящим моментом 148 Н·м при 4400 об/мин в сочетании с бесступенчатой трансмиссией. Североамериканская модель комплектовалась 1,8-литровым двигателем от модели Versa мощностью 122 л. с. и крутящим моментом 172 Н·м в сочетании либо с шестиступенчатой механической КПП (кроме версии SL), либо вариатором. На европейские модели устанавливался 1,6-литровый двигатель мощностью 110 л. с. при 6000 об/мин и крутящим моментом 153 Н·м при 4400 об/мин. С середины 2010 года предлагались также модели с 1,5-литровым турбодизельным мотором K9K, разработанным компанией Renault, в сочетании с 6-ступенчатой механической КПП.

## Безопасность

### Тесты Euro NCAP
Европейская организация Euro NCAP в 2010 году провела краш-тест автомобиля. При фронтальном краш-тесте салон практически не сократился. Структуры в приборной панели представляют опасность для коленей и бёдер водителя и переднего пассажира. Cube получил максимальное количество баллов в боковом краш-тесте. При боковом ударе о столб рёбра манекена сильно прогнулись, что свидетельствует о низкой защите грудной клетки, остальные области тела были защищены хорошо. Защита от хлыстовых травм оказалась незначительной. Что касается защиты детей, то она была не самой лучшей. При лобовом ударе голова манекена трёхлетнего ребёнка, сидящего в удерживающем устройстве лицом вперёд, ушла слишком далеко вперёд, подвергаясь возможному контакту с салоном автомобиля. Однако при боковом ударе манекены детей в возрасте трёх лет и 18 месяцев не получили никаких травм. Подушка безопасности переднего пассажира может быть отключена, что позволяет использовать на этом месте детское кресло, направленное назад. Однако информация, предоставляемая водителю о состоянии подушки безопасности, оказалась не соответствующей стандартам организации. Защита пешеходов оказалась несколько лучше: бампер и капот обеспечили хорошую защиту ног и голов пешеходов. Единственное исключение — передний край капота. Что касается систем безопасности, то в стандартную комплектацию входит электронный контроль устойчивости, а также система ограничения скорости, задаваемая водителем. Базовым оснащением также является система напоминания о необходимости пристегнуть ремень безопасности для водителя и переднего пассажира.

### Тесты IIHS
Американский Страховой институт дорожной безопасности (IIHS) также провёл краш-тест автомобиля для североамериканского рынка. По его результатам автомобиль набрал максимально возможный рейтинг по всем четырём категориям теста (везде «Good»). Во фронтальном ударе с 40%-ным перекрытием автомобиль отлично защитил пассажиров: салон практически не сократился, а манекены были защищены подушками безопасности. В результате бокового удара у автомобиля слегка выгнулась крыша, но шторки безопасности защитили головы манекенов. Модель 2012-го модельного года была удостоена награды «Top Safety Pick» за свой высокий уровень пассивной безопасности.

## Обзоры и оценки

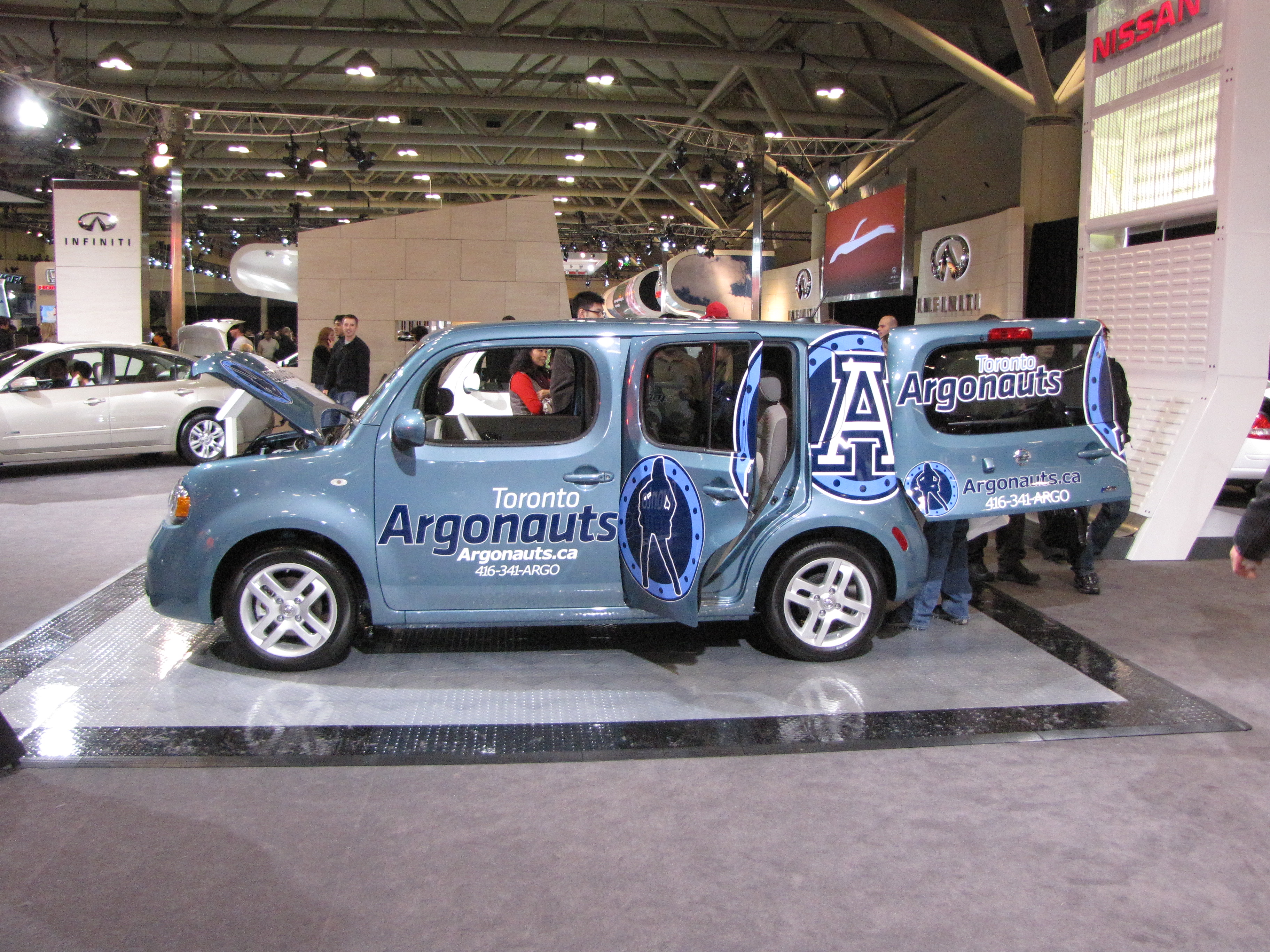
Открывающаяся в сторону багажная дверь, по словам журнала Car, требует много пространства сзади.

Британские издания оценили автомобиль положительно. Журнал «Car» оценил Cube на 4 из 5 звёзд: факторы «удобство» и «дизайн» получили оценку в 4 из 5, а факторы «управляемость» и «производительность» — 3 из 5. Редакция отмечает, что «на парковке, полной старых Polo», Cube несомненно будет выделяться. По мнению редакции, рулевое управление по сравнению с предыдущей моделью стало «более коммуникабельным», тормоза — «более мощными», а управляемость — «более достойной». Впечатление слегка испортил двигатель, который, по словам авторов, «был выведен из зоны городского комфорта». Из-за высоких боков кузова автомобиль достаточно сильно накренялся. Редакторы также отметили, что салон не такой уж и просторный, а иллюзия обратного обусловлена коробчатым кузовом. Дизайн передних сидений не оценили, заявив, что «скамейка» прошлой модели была куда более необычной. Багажная дверь авторам понравилась, но было замечено, что для её открытия нужно много пространства сзади. Итоговый вердикт был оставлен такой: «Cube третьего поколения по-прежнему обладает неповторимым характером и служит прекрасным напоминанием о том, что небольшие финансовые возможности не должны ограничивать вас в выборе автомобиля. Он хорошо выглядит, достаточно хорошо управляется и, прежде всего, выделяется из толпы. Однако за это придется хорошо заплатить, и не стоит забывать, что Cube радикален только в дизайне».
Редакторы издания «Evo» оценили модель на 3 из 5, отметив, что «она обладает индивидуальным обликом», но при этом «ощущения при вождении такие же, как и у остальных машин в классе». По словам редакторов, технических особенностей у модели нет, поскольку платформу она делит с Micra и Note. Управление автомобилем было охарактеризовано как «вполне приемлемое» и ничем не отличающееся от модели Micra или, к примеру, Renault Clio (конкурент Micra на той же платформе). Работа двигателя и КПП редакцию обрадовала. Итоговый вердикт был таков: «Если вас не беспокоит резкая динамика, то Cube — очень привлекательный (и практичный) автомобиль». Изданию «Auto Express» автомобиль также понравился. Издание отметило «обширную комплектацию» автомобиля: информационно-развлекательная система с 4,3-дюймовым дисплеем, встроенной спутниковой навигацией и возможностью подключения iPod или иного плеера, а также камера заднего вида. Единственный минус, который удалось обнаружить — это багажная дверь, для открытия которой придётся заранее побеспокоиться о месте, где вы собираетесь припарковаться.
Американскому изданию «Car and Driver» автомобиль также в целом понравился, однако нашлось и множество недостатков. Управляемость оказалась неоднозначной: при парковке или в пробке электроусилитель руля лёгкий и помогает рулить, но в остальных случаях он кажется чересчур искусственным и мало что может дать понять о дорожном покрытии. Двигатель на холостом ходу работает отлично (правда, при этом издание обнаружило некоторое постукивание, исходящее из моторного отсека), а вот разгоняется несколько медленнее — 9,1 секунды до 60 миль в час (около 100 км/ч) против 7,9 секунд у Kia Soul. Куда больше порадовала работа коробки передач: механизм переключения быстрый и плавный, сцепление лёгкое и предсказуемое, расположение педалей удобное. Трогается с места автомобиль очень легко, в сравнении со Scion xB. Работа подвески также оказалась отличной: за счёт своего большого хода она хорошо справляется с кочками, ямами и «случайными мёртвыми коровами». Как и остальные, издание отметило значительный крен кузова на поворотах из-за относительно высокого центра тяжести. Тормоза также оставили о себе положительное впечатление. Совершенно иная ситуация сложилась с шумом в салоне: приборная панель часто тряслась и скрипела, а задние подголовники дребезжали. Другое дело — комфорт в интерьере: редакторам очень понравились удобные сиденья, возможность их сдвигать продольно, а также общий простор внутри автомобиля. Однако, размер багажника несколько уступил таковому у конкурентов: при максимально отодвинутом назад заднем диване Cube имеет объём багажника лишь около 310 литров, в сравнении с 538 литрами у Soul и 623 литрами у xB. При сложенном заднем диване Cube всё равно проигрывает xB: 1642 литра против 1982. Эргономика салона не оставила плохого о себе впечатления. Издание похвалило Cube и за хорошую обзорность, создаваемую в том числе длинным задним стеклом и большим, почти вертикальным лобовым стеклом: «Обзорность сродни Google Earth». Однако было замечено, что Cube подвергается сильному воздействию поперечного ветра из-за больших боковин и малой колёсной базы. Итоговый вердикт такой: «Cube лёгок, воздушен и дружелюбен во время городских поездок, но ему нужно быть в одном — а именно, во всём — лучше, чем его конкуренты».

## Отзывные кампании
27 июля 2010 года американское и канадское подразделения Nissan объявили об отзы́ве 51 100 автомобилей Cube. Причиной тому стали краш-тесты, проведённые Национальным управлением безопасностью движения на трассах (NHTSA), которые показали, что при ударе сзади из бензобака может вытекать топливо. Nissan хоть и заявила, что более ранние тесты не выявили никаких утечек, но всё же решилась на отзыв. Он затронул 45 700 автомобилей в США и 5400 автомобилей в Канаде, выпущенных с 30 января 2009 по 30 июля 2010 года. Ремонт (наложение специального протектора) отозванных автомобилей начался 30 августа 2010 года. В октябре 2014 года было объявлено об отзыве 260 тысяч автомобилей, выпущенных с 2008 по 2012 год, из которых 104 905 — в Японии, 30 000 — в Европе и 11 000 — в Китае. Среди этих автомобилей оказался и Cube. Причиной отзыва стали подушки безопасности, которые для Nissan и других автопроизводителей Японии (например, Honda) выпускала ныне обанкротившаяся фирма Takata. Находящийся в пиропатронах нитрат аммония под воздействием высоких температур и влажности воздуха может приводить к тому, что при срабатывании подушки осколки пиропатрона могут ранить водителя или пассажира. Это приводило и к смертельным исходам (к примеру, в США было зарегистрировано четыре смерти в ДТП с участием автомобилей марки Honda).

## Продажи
| Страна | Календарный год | Календарный год | Календарный год | Календарный год | Календарный год | Календарный год | Календарный год    | Календарный год    | Календарный год    | Календарный год    | Календарный год    | Календарный год    | Всего   |
| Страна | 2009            | 2010            | 2011            | 2012            | 2013            | 2014            | 2015               | 2016               | 2017               | 2018               | 2019               | 2020               | Всего   |
| ------ | --------------- | --------------- | --------------- | --------------- | --------------- | --------------- | ------------------ | ------------------ | ------------------ | ------------------ | ------------------ | ------------------ | ------- |
| Европа | 178             | 4359            | 1259            | 70              | 6               | 1               | Продажи прекращены | Продажи прекращены | Продажи прекращены | Продажи прекращены | Продажи прекращены | Продажи прекращены | 5873    |
| США    | 21 471          | 22 968          | 14 459          | 7667            | 5461            | 3785            | 943                | 15                 | Продажи прекращены | Продажи прекращены | Продажи прекращены | Продажи прекращены | 76 769  |
| Канада | Нет данных      | Нет данных      | Нет данных      | 318             | 183             | 15              | 2                  | 27                 | Продажи прекращены | Продажи прекращены | Продажи прекращены | Продажи прекращены | 545     |
| Япония | 59 760          | 54 406          | 35 734          | 40 680          | 20 995          | 14 331          | 11 012             | 11 024             | 7351               | 6590               | 4331               | 254                | 266 468 |

На разных рынках Cube имел различный успех. На своей родине — в Японии — с января 2009 по сентябрь 2020 года было продано 266 тысяч автомобилей. В США с 2009 по 2016 год было продано почти 77 тысяч автомобилей. В Канаде с 2012 по 2016 год было продано всего лишь 545 автомобилей. Европейцы нестандартный дизайн модели не оценили: в Европе с 2009 по 2014 год было продано 5873 автомобиля, из них к концу 2010 года 686 автомобилей было реализовано в Великобритании, 251 — в Италии и 107 — в Нидерландах.

### Комментарии
1. ↑  Официальной классификации от Nissan не существует, а разные автомобильные издания преподносят различную характеристику автомобиля. Встречаются варианты «супермини», «субкомпактвэн» и «коробчатый автомобиль». Подробнее см. раздел «Экстерьер».➤
2. ↑  В официальных пресс-релизах о выпуске предыдущих поколений Cube встречалось определение данного автомобиля как универсала. Подробнее см. раздел «Экстерьер».➤
3. 1 2  Под «Европой» подразумеваются 25 стран-участниц Европейского союза (кроме Болгарии и Хорватии), а также Великобритания, Норвегия и Швейцария[78].